# Menétrux-en-Joux
Menétrux-en-Joux település Franciaországban, Jura megyében. Lakosainak száma 74 fő (2022. január 1.). Menétrux-en-Joux Songeson, Bonlieu, Denezières, Doucier, Le Frasnois és Saugeot községekkel határos.

## Népesség
A település népességének változása:
| Lakosok száma | 76   | 43   | 38   | 46   | 62   | 58   | 56   | 53   | 60   | 74   |
|               | 1968 | 1982 | 1990 | 2006 | 2013 | 2015 | 2017 | 2019 | 2020 | 2022 |